# Sally Todd
Pour les articles homonymes, voir Todd.
Sally Todd (née Sarah Joan Todd ; 7 juin 1934 - 21 novembre 2022) est une actrice américaine et mannequin.
Elle est la Playmate du mois du magazine Playboy en février 1957. Sa page centrale est alors photographiée par David Sutton et Ed DeLong.

## Actrice de cinéma et de télévision
Sally Todd est née à Tucson en Arizona (certaines sources indiquent qu'elle serait née dans le Missouri).
Sa carrière dans le domaine du divertissement a débuté en 1952 lorsque sa mère l'a encouragée à participer au concours de beauté Miss Tucson à l'âge de dix-sept ans. Elle a remporté le premier prix, un voyage tous frais payés à Hollywood.
À son arrivée à Hollywood, elle a accepté un emploi de mannequin pour des vêtements pour adolescents et des maillots de bain pour la marque Cole of California. Elle a immédiatement obtenu un rôle (non crédité) en tant que mannequin de maillot de bain dans le film de Jane Russell, The French Line.
En 1955, elle s'est installée à New York pour devenir l'une des « Carson Cuties » du Johnny Carson Show . Le spectacle fut de courte durée et elle retourna à Hollywood lorsqu'il prit fin en 1956.
Sally Todd a été repérée par un découvreur de talents pour la 20th Century Fox. Cela s'est traduit par un contrat avec le studio et une carrière cinématographique avec principalement des rôles dans des films de série B dans The Unearthly et Frankenstein's Daughter . Les autres films dans lesquels elle a joué sont La révolte de Mamie Stover (1956), La saga des femmes vikings et leur voyage vers les eaux du grand serpent de mer (1957), Al Capone (1959) et GI Blues (1960). .
Ses apparitions à la télévision comprennent des épisodes de Dragnet (1958-1959), M Squad (1959), Johnny Ringo (1960), The Many Loves of Dobie Gillis (1960), 77 Sunset Strip (1960) et The Tab Hunter Show (1960).

## Modèle
Todd faisait partie des modèles apparus au 9e Salon annuel de l'habitation de Los Angeles en juin 1954.
Elle a posé pour plusieurs couvertures d'albums et magazines pour hommes, dont Playboy, dans lequel elle est apparue pour la première fois dans un reportage photo (non nue) en juin 1956.

## Décès
Sally Todd est décédée le 21 novembre 2022, à l'âge de 88 ans